# Рогатая Балка (станция)
Рога́тая Ба́лка — железнодорожная станция Северо-Кавказской железной дороги, расположена в селе Рогатая Балка, Ставропольский край, Россия на линии Светлоград — Будённовск.

## История
Станция проектировалась ещё в 1912 г. но была отстроена только в 1928 г. при строительстве путей были использованы рельсы с участка Армавир — Ставрополь.
По другим сведениям, первый поезд прошел по станции 26 августа, а торжественное открытие состоялось 26 октября 1927 года.

### Великая Отечественная война
В январе 1943 года бойцы 10-го эскадрона 311-го кавалерийского полка лейтенанта Давида Утнасунова в конном строю атаковали железнодорожную станцию и освободили её, при этом уничтожив на поле боя 80 солдат и офицеров противника.